# Loretokapelle (Kloster Muri)

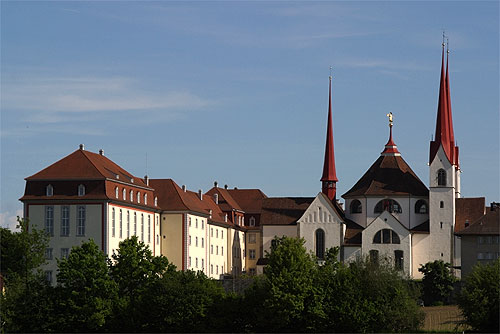
Kloster Muri, Ansicht von Westen

Die Loretokapelle ist ein Teil des ehemaligen Klosters Muri im Kanton Aargau in der Schweiz. Sie befindet sich im Nordflügel des Kreuzganges dieser ehemaligen Benediktinerabtei und dient wie viele europäische Loretokapellen der Verehrung der Gottesmutter Maria. Seit 1970 beherbergt sie eine Begräbnisstätte des Hauses Habsburg-Lothringen, die als Familiengruft für die Nachkommen des letzten österreichisch-ungarischen Herrscherpaares dient.

## Baugeschichte

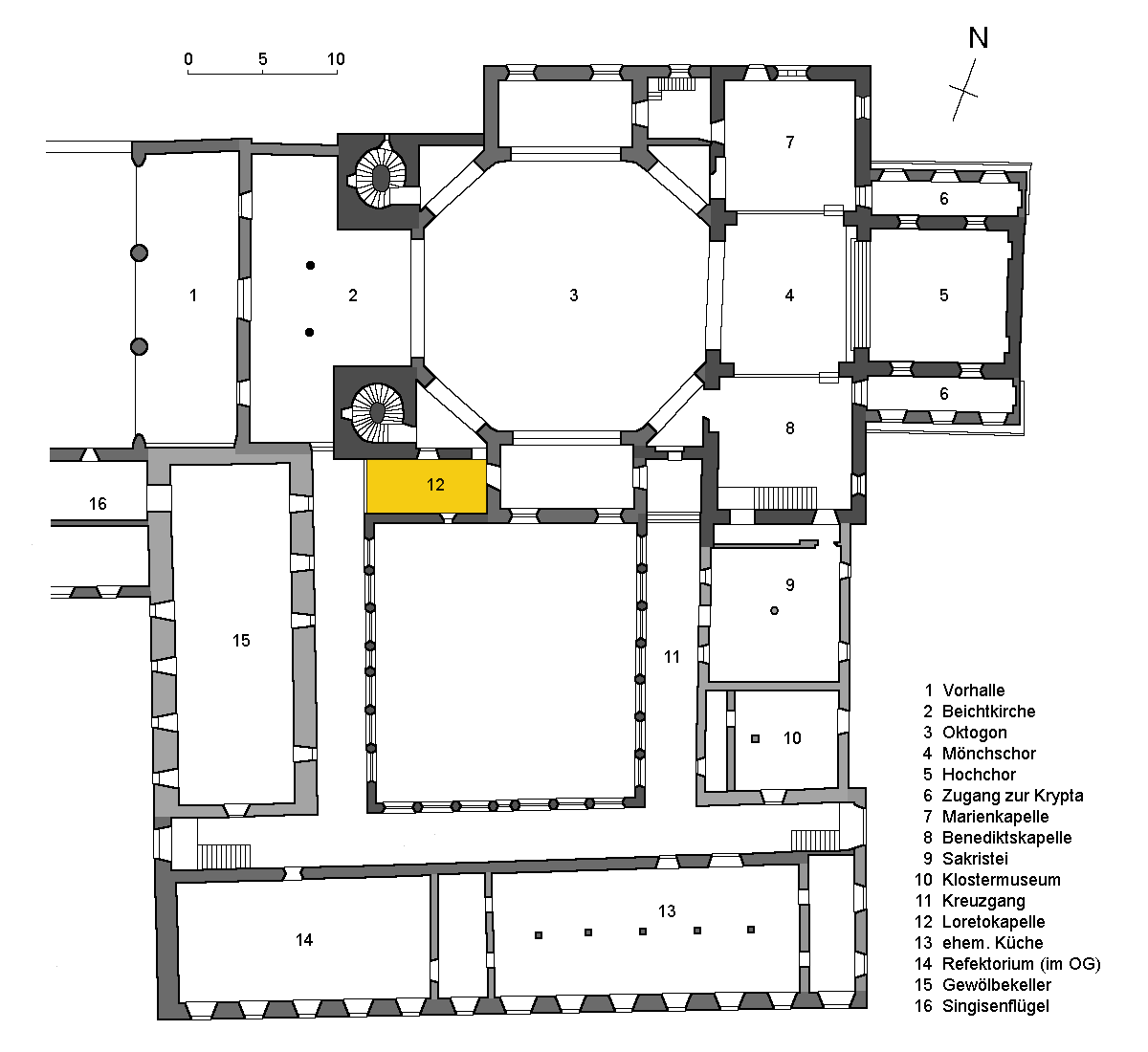
Lage der Lorettokapelle im Nordflügel des Kreuzganges

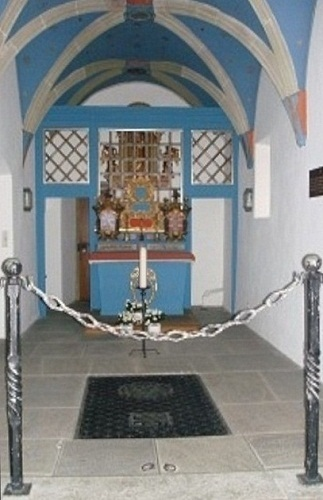
Blick in die Loretokapelle

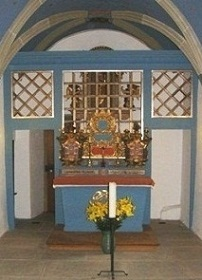
Altar der Loretokapelle. Das Gitter markiert die Aufteilung des Heiligen Hauses in den «Wohnraum» und die hinter dem Altar liegende «Küche».

Die Loretokapelle in Muri befindet sich beim Zugang zum südlich an die Klosterkirche anschliessenden Kreuzgang. Dieser besitzt gotische Masswerkfenster mit einem kunsthistorisch äusserst wertvollen und bestens erhaltenen Glasgemäldezyklus aus der zweiten Hälfte des 16. Jahrhunderts (siehe Glasgemälde des Klosters Muri).
Die Loretokapelle entstand Ende des 17. Jahrhunderts auf Anordnung von Abt Plazidus Zurlauben. Beim Umbau der aus dem 11. Jahrhundert stammenden romanischen Klosterkirche zum barocken Oktogon in den Jahren 1694 bis 1697 musste der grösste Teil des Nordtraktes des Kreuzganges abgebrochen werden. In den drei verbliebenen Jochen richtete man, in Anlehnung an die italienische Wallfahrtsstätte Loreto, eine Loretokapelle ein. Am 19. Mai 1698 nahm Abt Plazidus die Weihe vor.
Der kleine und in seiner künstlerischen Ausstattung heute recht einfach gehaltene Kapellenraum enthält einen blau gefassten Altarvorbau, das Kreuzrippengewölbe ist ebenfalls blau mit der Darstellung des Firmaments bemalt. Die Schlusssteine sind mit den Wappen des Abtes und des Klosters skulptiert. Der Altar besitzt einen niedrigen Kartuschenaufsatz. Der Aufbau der Loretokapelle im Kloster Muri empfindet – wie viele andere Loretokapellen – die überlieferte Aufteilung des Heiligen Hauses in einen «Wohnraum» und in eine «Küche» nach. Die «Küche» liegt hinter dem Altargitter und besitzt eine in die Rückwand der Kapelle integrierte Mauernische, welche den «Kamin» des Heiligen Hauses darstellen soll. Hier ist eine hölzerne, von vier Engeln flankierte Muttergottesstatue angebracht, ein Werk des Zuger Bildhauers Johann Baptist Wickart. Die nördliche Ecke des Kapellenraums wird von zwei hölzernen Türen flankiert, die in angrenzende Räume des ehemaligen Klosters führen.

## Habsburger-Familiengruft
Das Kloster Muri war 1027 durch Radbot von Habsburg und seine Frau Ita von Lothringen gegründet worden, deren Sitz die rund 30 km vom Kloster entfernte Burg Habsburg war. Die Stifter fanden später im Innern der Klosterkirche ihre letzte Ruhestätte. Nach ihnen diente die Klosterkirche bis 1260 noch rund fünf Generationen als Grablege. Die Bindungen des Klosters zur Stifterfamilie kamen 1415, nach dem Ende der habsburgischen Herrschaft in der Schweiz, zum Erliegen und im Zuge des Aargauer Klosterstreits wurde das Benediktinerkloster Muri im Januar 1841 aufgehoben. Die Mönche fanden 1845 in Bozen eine neue Heimat, wo sie die Abtei Muri-Gries gründeten.
1970 schloss die Familie Habsburg-Lothringen mit der katholischen Kirchgemeinde und der Einwohnergemeinde Muri einen Vertrag über eine Familiengruft für die Nachkommen des letzten österreichischen Kaisers Karl I. Nach dem Ende der Monarchie im Jahr 1918 war seine Familie aus der Republik Österreich ausgewiesen worden, und auch der Zugang zu traditionellen Begräbnisstätten wie der Kapuzinergruft in Wien blieb den Nachkommen Kaiser Karls I. über Jahrzehnte verwehrt. Die Familie suchte daher einen neuen Bestattungsort für ihre Mitglieder und fand ihn schliesslich in der Schweiz.
Der Vertrag über die Errichtung einer Habsburger-Familiengruft in der Loretokapelle wurde im März 1970 im Hospiz des Klosters im Rahmen einer Feierstunde besiegelt. Paragraph III des nach Art einer mittelalterlichen Urkunde auf Pergament handgeschriebenen Vertrages sieht vor, dass «das Recht zur Bestattung personell beschränkt ist auf die Ehegattin des verstorbenen Kaisers Karl I. von Österreich, auf ihre direkten Nachkommen sowie auf ihre Kinder», und zwar «auf unbeschränkte Zeit». Der dafür benötigte Gruftraum war vollständig neu anzulegen, da unterhalb der Loretokapelle bis dahin kein Keller existiert hatte. Für die Familie Habsburg unterzeichnete Erzherzog Rudolph († 2010) den Vertrag, für die Kirchenpflege Muri deren damaliger Präsident und späterer Nationalrat Leo Weber. Als Zeugen anwesend waren Graf Paul Forni aus Bozen, Gemeindeammann Arthur Christen sowie Karl Kron von der Lokalzeitung Freischütz als Pressevertreter und Fotograf. Das Eidgenössische Departement des Äußern stimmte dem Gruftvertrag unter Neutralitätsvorbehalten zu.

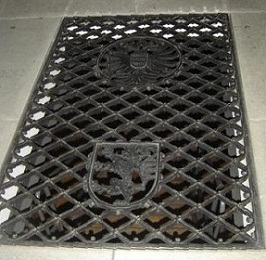
Zugang zur Gruft

Die Gruft unter der Loretokapelle mit Platz für insgesamt vierzehn Bestattungen wurde noch im selben Jahr eingeweiht. Den Zugang bildet eine Falltür in Form eines eisernen Gitters, in das oben der kaiserliche Doppeladler mit dem österreichischen Bindenschild und unten die Darstellung eines steigenden Löwen aus dem Wappen der Familie Habsburg eingearbeitet sind. Vor diesem Gitter befinden sich abnehmbare Bodenplatten mit Ringen, die den Zugang zur Treppe darunter erleichtern. Die Verstorbenen ruhen im ebenen Gruftraum darunter in hölzernen Särgen, die mit metallenen Innensärgen versehen sind.
Im Jahr 1971 erfolgten die ersten Beisetzungen in der Loretokapelle. Die Herzurne des 1922 im Exil auf der Insel Madeira verstorbenen ehemaligen Kaisers Karl I. fand hinter dem Altargitter ihren Platz, wo sie in einer schwarzen Marmor-Stele im einstigen «Kamin» des Heiligen Hauses an der Rückwand der Kapelle bestattet wurde. Die Gruft nahm die sterblichen Überreste seiner Schwiegertochter Xenia auf, die 1968 bei einem Auto-Verkehrsunfall in Belgien ums Leben gekommen war und nun aus Brügge nach Muri überführt wurde. Zwei Jahre später folgte die Beisetzung von Maria Theresia Gräfin von Korff genannt Schmising-Kerssenbrock, der langjährigen Kinderfrau der kaiserlichen Familie. 1975 wurde Erzherzog Johannes, Xenias früh verstorbener Sohn, ebenfalls hier bestattet.
Seit ihrer Einrichtung wird die Gruft regelmässig von Angehörigen der Familie Habsburg-Lothringen besucht, die auch jedes Jahr in der Krypta einen Gedenkgottesdienst feiern. Erzherzog Rudolph etwa organisierte jeweils im  Mai ein Familientreffen in Muri, zu dem neben der Gedenkmesse auch ein Besuch im Pfarrhaus gehörte. Die ehemalige Kaiserin Zita besuchte die Grablege jährlich am 1. April – dem Todestag ihres Mannes –, um an den Särgen zu beten. Im September nahm sie jeweils an einem Gottesdienst zum Gedenken an den Tod ihres Gatten teil. Von ihren fünf Söhnen fanden letztlich drei (Robert, Felix, Rudolph)  ihre Ruhestätte in der Gruft der Loretokapelle, die  beiden übrigen (Otto, Carl Ludwig) in der Kapuzinergruft in Wien.

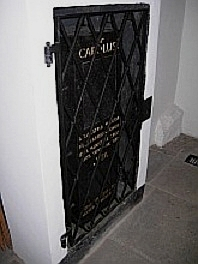
Stele im einstigen «Kamin» des Heiligen Hauses an der Rückwand der Kapelle mit den Herzurnen des Kaiserpaares Karl I. († 1922) und Zita († 1989) von Österreich

Nach dem Tod Zitas am 14. März 1989 wurde ihr Leichnam zunächst in der Loretokapelle aufgebahrt, dann nach Österreich überführt und schließlich am 1. April 1989 in der Kapuzinergruft in Wien bestattet, wo mittlerweile wieder Beisetzungen von Mitgliedern des früheren Herrscherhauses von Österreich-Ungarn zugelassen waren. Zitas Herz hingegen wurde am 17. Dezember 1989 in Muri neben dem ihres Mannes beigesetzt. Die beiden silbernen Urnen mit den Herzen des letzten österreichischen Kaiserpaares befinden sich in einer schwarzen Marmor-Stele im einstigen «Kamin» des Heiligen Hauses an der Rückwand der Kapelle, wo sie durch ein schmiedeeisernes Gitter zu sehen sind: Oben der Herzbecher Karls, darunter derjenige Zitas. Beide tragen von Karl Wolfsgruber verfasste Inschriften mit Chronogrammen. Auf der Herzurne Karls I. steht «CAROLI AVSTRIAE IMPERATORIS AC HVNGARIAE REGIS COR IN DEO QVJESCAT». Die Herzurne Zitas trägt die Inschrift «ZITAE AVSTRIAE IMPERATRICIS HVNGARIAE REGINAE COR INSEPERABILITER CONIVGIS CORDI IVNGATVR».
Auf einer Tafel in der Nähe des Altars ist zu lesen: «Plus pour vous que pour moi – Hinter diesem Altar ruht nun auch in Gottes heiligen Frieden das leidgeprüfte Herz ihrer Majestät der Kaiserin und Königin Zita, Prinzessin von Bourbon und Parma, geb. in Pianore am 9. Mai 1892, selig im Herrn entschlafen am 14. März 1989 im Johannesstift zu Zizers, nach 67-jähriger Trennung vereint mit dem Herzen ihres am 1. April 1922 in Madeira zu seinem Schöpfer heimgekehrten Gemahls, Kaisers Karl I. von Österreich, apostolischen Königs von Ungarn, Königs von Böhmen, Kroatien, Galizien, Dalmatien etc. etc.» An den Wänden der Kapelle befinden sich weitere metallene Tafeln, deren Inschriften an die hier beigesetzten Familienmitglieder erinnern.
Im Kreuzgang vor dem Eingang zur Loretokapelle befindet sich eine bronzene Büste des 2004 seliggesprochenen Karl I. Die Kosten für die überlebensgrosse Büste teilten sich die Kirchgemeinde Muri und der Verein «Freunde der Klosterkirche». Die «St. Martins-Stiftung» (heute «Stiftung Murikultur») trug die Kosten für den Transport, so dass die Büste am 20. Februar 2010 feierlich enthüllt werden konnte.
Als bisher letztes Familienmitglied wurde am 29. Januar 2022 Erzherzogin Margherita (geborene Prinzessin von Savoyen-Aosta, 1930–2022), die Witwe des bereits 1996 gestorbenen Erzherzogs Robert, in der Gruft der Loretokapelle beigesetzt.

## Bestattungen
Stele an der Kapellenrückwand:
- Herzurne von Kaiser Karl I. († 1922). Herz hier beigesetzt 1971, Körper in der Kirche Nossa Senhora do Monte auf Madeira.
- Herzurne von Kaiserin Zita († 1989), Gemahlin von Karl I., Herz hier beigesetzt 1989, Körper in der Kapuzinergruft in Wien.

Familiengruft unter der Kapelle:
- Xenia Habsburg-Lothringen (geborene Gräfin Czernichew-Besobrasow, 1929–1968), erste Ehefrau von Rudolph († 2010). Starb durch einen Verkehrsunfall in Belgien, 1971 von Brügge in die Familiengruft von Muri überführt.
- Maria Theresia Sidonia Gräfin von Korff, genannt Schmising-Kerssenbrock (1888–1973), langjährige Kinderfrau der Familie Habsburg-Lothringen, hier beigesetzt als Dank für ihre Treue (vgl. das Grab der Gräfin Fuchs in der Kapuzinergruft).
- Johannes Habsburg-Lothringen (1962–1975),[18] frühverstorbener Sohn von Rudolph († 2010) und Xenia († 1968).
- Robert Habsburg-Lothringen (1915–1996), 3. Kind von Karl I. und Zita, Ehemann von Margherita († 2022).
- Anna Eugenie Habsburg-Lothringen (geborene Herzogin von Arenberg, 1925–1997), Ehefrau von Felix († 2011).
- Rudolph Habsburg-Lothringen (1919–2010), 6. Kind von Karl I. und Zita, Ehemann von Xenia († 1973) und Vater von Johannes († 1975).
- Felix Habsburg-Lothringen (1916–2011), 4. Kind von Karl I. und Zita, Ehemann von Anna Eugenie († 1997).[19]
- Margherita Habsburg-Lothringen (geborene Prinzessin von Savoyen-Aosta, 1930–2022), Ehefrau von Robert († 1996).